# Amantis bolivari
Amantis bolivari är en bönsyrseart som beskrevs av Giglio-tos 1915. Amantis bolivari ingår i släktet Amantis och familjen Mantidae. Inga underarter finns listade i Catalogue of Life.